# Gula Péter
Gula Péter (Hatvan, 1974. május 1. –) magyar színész, rendező, a Pesti Magyar Színház társulatának tagja.

## Életpályája
Színi tanulmányait 1994-ben kezdte a Nemzeti Színiakadémián. 1997-től a Színház- és Filmművészeti Egyetemen tanult, ahol 2001-ben végzett Szirtes Tamás osztályában. Ez idő alatt már a Vígszínház, a Madách Színház és a Budapesti Kamaraszínház előadásaiban játszott.
2001-ben a Budapesti Kamaraszínházhoz szerződött. 2002-től a kaposvári Csiky Gergely Színház, majd 2005-től a Veszprémi Petőfi Színház tagja volt. 2010-től pedig a Pesti Magyar Színház társulatának művésze volt. 2022-től a Zenthe Ferenc Színház tagja.
Első rendezése 2006-ban Erdős Virág Merénylet című darabja volt, melyet a Színházi Dramaturgok Céhe meghívott a Pécsi Országos Színházi Találkozóra.

### Magánélete
Párja Koblicska Lőte színésznő.

## Díjai, elismerései
- Legjobb 30 év alatti színész (Steinbeck: Egerek és emberek – George)  – III. Pécsi Országos Színházi Találkozó, 2003

## Színházi szerepei
| \| Szerző \| A darab címe \| Bemutató dátuma \| S z í n h á z \| Játszott szerep \| \| --------------------------------------------------------------------------------------------------------------- \| ------------------------------------------- \| --------------- \| --------------------------------------------------------------------------- \| -------------------------------------------------------------------------------------- \| \| Dale Wasserman, Miguel de Cervantes Saavedra \| La Mancha lovagja \| 1995. \| Nemzeti Színház \| \| \| Johann Nepomuk Nestroy \| Lumpáciusz Vagabundusz vagy a három jómadár \| 1996. \| Nemzeti Színház \| Fiatal úr \| \| Isaac Bashevis Singer, Forgács Péter \| Bolond Gimpel \| 1999. \| Színház- és Filmművészeti Főiskola Ódry Színpad, Padlás \| Inaslegény; Gimpel fia \| \| Victor Hugo \| Nyomorultak \| 1999. \| Madách Színház \| Bamatabois; Combeferne \| \| Frank Wedekind \| A tavasz ébredése \| 1999. \| Pesti Színház \| Röbel Ernő \| \| Beth Henley \| A szív bűnei (limonádé) \| 2000. \| Színház- és Filmművészeti Egyetem Ódry Színpad \| Barnette \| \| William Shakespeare \| Cymbeline \| 2000. \| Budapesti Kamaraszínház Ericsson Stúdió \| Pisanio, Posthumus szolgája \| \| Maurine Dallas Watkins, Fred Ebb, Bob Fosse \| Chicago \| 2000. \| Színház- és Filmművészeti Egyetem Ódry Színpad \| Billy Flynn \| \| Nyikolaj Vasziljevics Gogol \| Háztűznéző \| 2001. \| Színház- és Filmművészeti Egyetem Ódry Színpad - Padlás \| Podkoljoszin \| \| Eric-Emmanuel Schmitt \| Frédérick \| 2001. \| Budapesti Kamaraszínház \| Firmin \| \| Shakespeare \| Macbeth \| 2001. \| Budapesti Kamaraszínház \| Donailbain, Duncan fia \| \| Terrence McNally \| A pókasszony csókja \| 2001. \| Budapesti Kamaraszínház \| Gabriel \| \| Trevor Griffiths \| Komédiások \| 2002. \| Budapesti Kamaraszínház Shure Stúdió (a stúdió előterében) \| Mr. Patel \| \| Leo Stein, Bela Jenbach \| Csárdáskirálynő - jelenetek \| 2002. \| Színház- és Filmművészeti Egyetem, Budapesti Operettszínház - Raktárszínház \| Edvin \| \| Ernst Theodor Amadeus Hoffman, Kapecz Zsuzsa, Gothár Péter \| Diótörő \| 2002. \| Csiky Gergely Színház \| Diótörő (titkos Herceg) \| \| John Steinbeck \| Egerek és emberek \| 2002. \| Csiky Gergely Színház \| George \| \| Mihail Bulgakov, Znamenák István \| Kutyaszív \| 2003. \| Csiky Gergely Színház \| Árnyék polgármester (nevét nem mondhatja meg, fegyverolaj szag) \| \| Mikszáth Kálmán, Babarczy László \| A Noszty fiú esete Tóth Marival \| 2003. \| Csiky Gergely Színház \| Malinka, Kopereczky titkára \| \| Tennessee Williams \| Üvegfigurák \| 2003. \| Csiky Gergely Színház \| Jim O'Connor (a férfi vendég) \| \| Voltaire, Hugh Wheeler, (vers:Bródy János, Eörsi István) \| Candide vagy az optimizmus \| 2004. \| Csiky Gergely Színház \| Candide úrfi \| \| Szép Ernő \| Lila ákác \| 2004. \| Csiky Gergely Színház \| Mínusz \| \| CarloCollodi, Litvai Nelli \| Pinokkió, a hosszúorrú fabáb története \| 2004. \| Csiky Gergely Színház \| Macska \| \| Martos Ferenc \| Lili bárónő \| 2004. \| Csiky Gergely Színház \| Frédi \| \| Shakespeare \| Julius Caesar \| 2005. \| Csiky Gergely Színház \| Octavius Caesar \| \| Charles Dickens, Müller Péter \| Isten pénze \| 2006. \| Veszprémi Petőfi Színház \| Fiatal Scrooge \| \| Alfred Maria Willner, Heinz Reichert \| Három a kislány \| 2006. \| Veszprémi Petőfi Színház \| Ottenwahl, karmester \| \| Egressy Zoltán \| Baleset \| 2007. \| Veszprémi Petőfi Színház \| Laci, pizzás \| \| Valentyin Petrovics Katajev \| Bolond vasárnap \| 2007. \| Veszprémi Petőfi Színház Latinovits Zoltán Játékszín \| Ványa \| \| Anton Pavlovics Csehov \| Cseresznyéskert \| 2008. \| Veszprémi Petőfi Színház \| Lopahin \| \| Shakespeare \| Rómeó és Júlia \| 2007. \| Veszprémi Petőfi Színház \| Mercutio \| \| Rideg Sándor, Bereményi Géza \| Indul a bakterház \| 2008. \| Veszprémi Petőfi Színház \| Marhakereskedő \| \| Mihail Bulgakov \| Molière (Álszentek összeesküvése) \| 2008. \| Veszprémi Petőfi Színház \| 'Félszemű' \| \| Pozsgai Zsolt \| Janus \| 2008. \| Veszprémi Petőfi Színház Latinovits Zoltán Játékszín \| Mátyás király \| \| Tömöry Márta, Korcsmáros György \| Csizmás Kandúr \| 2009. \| Veszprémi Petőfi Színház \| Középső; III. Színész; Juhász; Ajtónálló; Nyuszi \| \| Arthur Miller \| Pillantás a hídról \| 2009. \| Veszprémi Petőfi Színház \| Marco \| \| John Ford \| Kár, hogy kurva \| 2010. \| Pesti Magyar Színház Sinkovits Imre Színpad \| Vasquez, Soranzo szolgája \| \| Georges Feydeau \| Osztrigás Mici \| 2011. \| Pesti Magyar Színház \| Corignon, hadnagy \| \| Berg Judit \| Rumini \| 2011. \| Pesti Magyar Színház \| Negró, a Szélkirálynő fedélzetmestere \| \| Füst Milán \| Catullus \| 2013. \| Pesti Magyar Színház \| Calvus \| \| Kosztolányi Dezső, Réczei Tamás \| Nero, a véres költő \| 2013. \| Pesti Magyar Színház \| Britannicus, költő, Claudius fia \| \| Gárdonyi Géza, Selmeczi Bea \| Ábel és Eszter \| 2013. \| Rózsavölgyi Arts & Café \| Dr. Eördögh \| \| Terje Nordby \| Jégszirom \| 2013. \| Magyar Színház Sinkovits Imre Színpad \| Bűbájos \| \| Federico García Lorca \| Vérnász \| 2013. \| Magyar Színház Sinkovits Imre Színpad \| Leonardo \| \| William Shakespeare, Mészöly Dezső \| Romeo és Júlia \| 2014. \| Magyar Színház Sinkovits Imre Színpad \| Mercutio \| \| William Shakespeare, Kállay Géza \| Macbeth \| 2014. \| Magyar Színház \| Macduff, Fife thánja(en) \| \| Nick Dear, Mary Shelley, Peter Handke, Jakob Wassermann, Martin Františák, Pilinszky János \| Frankenstein \| 2014. \| Magyar Színház \| Henry Clerval, Victor barátja; Felix, De Lacey fia; 2. koldus; 1. csavargó; Egy cseléd \| \| James Rado, Gerome Ragni, Mohácsi János, Mohácsi István, Galt MacDermot, James Rado, Gerome Ragni, Závada Péter \| Hair \| 2015. \| Orlai Produkciós Iroda \| \| \| Martin McDonagh, Varró Dániel \| A kripli \| 2015. \| Jászai Mari Színház-Népház \| Bobby-baba \| |                                             |                 |                                                                             |                                                                                        |
| Szerző | A darab címe                                | Bemutató dátuma | S z í n h á z                                                               | Játszott szerep                                                                        |
| Dale Wasserman, Miguel de Cervantes Saavedra | La Mancha lovagja                           | 1995.           | Nemzeti Színház                                                             |                                                                                        |
| Johann Nepomuk Nestroy | Lumpáciusz Vagabundusz vagy a három jómadár | 1996.           | Nemzeti Színház                                                             | Fiatal úr                                                                              |
| Isaac Bashevis Singer, Forgács Péter | Bolond Gimpel                               | 1999.           | Színház- és Filmművészeti Főiskola Ódry Színpad, Padlás                     | Inaslegény; Gimpel fia                                                                 |
| Victor Hugo | Nyomorultak                                 | 1999.           | Madách Színház                                                              | Bamatabois; Combeferne                                                                 |
| Frank Wedekind | A tavasz ébredése                           | 1999.           | Pesti Színház                                                               | Röbel Ernő                                                                             |
| Beth Henley | A szív bűnei (limonádé)                     | 2000.           | Színház- és Filmművészeti Egyetem Ódry Színpad                              | Barnette                                                                               |
| William Shakespeare | Cymbeline                                   | 2000.           | Budapesti Kamaraszínház Ericsson Stúdió                                     | Pisanio, Posthumus szolgája                                                            |
| Maurine Dallas Watkins, Fred Ebb, Bob Fosse | Chicago                                     | 2000.           | Színház- és Filmművészeti Egyetem Ódry Színpad                              | Billy Flynn                                                                            |
| Nyikolaj Vasziljevics Gogol | Háztűznéző                                  | 2001.           | Színház- és Filmművészeti Egyetem Ódry Színpad - Padlás                     | Podkoljoszin                                                                           |
| Eric-Emmanuel Schmitt | Frédérick                                   | 2001.           | Budapesti Kamaraszínház                                                     | Firmin                                                                                 |
| Shakespeare | Macbeth                                     | 2001.           | Budapesti Kamaraszínház                                                     | Donailbain, Duncan fia                                                                 |
| Terrence McNally | A pókasszony csókja                         | 2001.           | Budapesti Kamaraszínház                                                     | Gabriel                                                                                |
| Trevor Griffiths | Komédiások                                  | 2002.           | Budapesti Kamaraszínház Shure Stúdió (a stúdió előterében)                  | Mr. Patel                                                                              |
| Leo Stein, Bela Jenbach | Csárdáskirálynő - jelenetek                 | 2002.           | Színház- és Filmművészeti Egyetem, Budapesti Operettszínház - Raktárszínház | Edvin                                                                                  |
| Ernst Theodor Amadeus Hoffman, Kapecz Zsuzsa, Gothár Péter | Diótörő                                     | 2002.           | Csiky Gergely Színház                                                       | Diótörő (titkos Herceg)                                                                |
| John Steinbeck | Egerek és emberek                           | 2002.           | Csiky Gergely Színház                                                       | George                                                                                 |
| Mihail Bulgakov, Znamenák István | Kutyaszív                                   | 2003.           | Csiky Gergely Színház                                                       | Árnyék polgármester (nevét nem mondhatja meg, fegyverolaj szag)                        |
| Mikszáth Kálmán, Babarczy László | A Noszty fiú esete Tóth Marival             | 2003.           | Csiky Gergely Színház                                                       | Malinka, Kopereczky titkára                                                            |
| Tennessee Williams | Üvegfigurák                                 | 2003.           | Csiky Gergely Színház                                                       | Jim O'Connor (a férfi vendég)                                                          |
| Voltaire, Hugh Wheeler, (vers:Bródy János, Eörsi István) | Candide vagy az optimizmus                  | 2004.           | Csiky Gergely Színház                                                       | Candide úrfi                                                                           |
| Szép Ernő | Lila ákác                                   | 2004.           | Csiky Gergely Színház                                                       | Mínusz                                                                                 |
| CarloCollodi, Litvai Nelli | Pinokkió, a hosszúorrú fabáb története      | 2004.           | Csiky Gergely Színház                                                       | Macska                                                                                 |
| Martos Ferenc | Lili bárónő                                 | 2004.           | Csiky Gergely Színház                                                       | Frédi                                                                                  |
| Shakespeare | Julius Caesar                               | 2005.           | Csiky Gergely Színház                                                       | Octavius Caesar                                                                        |
| Charles Dickens, Müller Péter | Isten pénze                                 | 2006.           | Veszprémi Petőfi Színház                                                    | Fiatal Scrooge                                                                         |
| Alfred Maria Willner, Heinz Reichert | Három a kislány                             | 2006.           | Veszprémi Petőfi Színház                                                    | Ottenwahl, karmester                                                                   |
| Egressy Zoltán | Baleset                                     | 2007.           | Veszprémi Petőfi Színház                                                    | Laci, pizzás                                                                           |
| Valentyin Petrovics Katajev | Bolond vasárnap                             | 2007.           | Veszprémi Petőfi Színház Latinovits Zoltán Játékszín                        | Ványa                                                                                  |
| Anton Pavlovics Csehov | Cseresznyéskert                             | 2008.           | Veszprémi Petőfi Színház                                                    | Lopahin                                                                                |
| Shakespeare | Rómeó és Júlia                              | 2007.           | Veszprémi Petőfi Színház                                                    | Mercutio                                                                               |
| Rideg Sándor, Bereményi Géza | Indul a bakterház                           | 2008.           | Veszprémi Petőfi Színház                                                    | Marhakereskedő                                                                         |
| Mihail Bulgakov | Molière (Álszentek összeesküvése)           | 2008.           | Veszprémi Petőfi Színház                                                    | 'Félszemű'                                                                             |
| Pozsgai Zsolt | Janus                                       | 2008.           | Veszprémi Petőfi Színház Latinovits Zoltán Játékszín                        | Mátyás király                                                                          |
| Tömöry Márta, Korcsmáros György | Csizmás Kandúr                              | 2009.           | Veszprémi Petőfi Színház                                                    | Középső; III. Színész; Juhász; Ajtónálló; Nyuszi                                       |
| Arthur Miller | Pillantás a hídról                          | 2009.           | Veszprémi Petőfi Színház                                                    | Marco                                                                                  |
| John Ford | Kár, hogy kurva                             | 2010.           | Pesti Magyar Színház Sinkovits Imre Színpad                                 | Vasquez, Soranzo szolgája                                                              |
| Georges Feydeau | Osztrigás Mici                              | 2011.           | Pesti Magyar Színház                                                        | Corignon, hadnagy                                                                      |
| Berg Judit | Rumini                                      | 2011.           | Pesti Magyar Színház                                                        | Negró, a Szélkirálynő fedélzetmestere                                                  |
| Füst Milán | Catullus                                    | 2013.           | Pesti Magyar Színház                                                        | Calvus                                                                                 |
| Kosztolányi Dezső, Réczei Tamás | Nero, a véres költő                         | 2013.           | Pesti Magyar Színház                                                        | Britannicus, költő, Claudius fia                                                       |
| Gárdonyi Géza, Selmeczi Bea | Ábel és Eszter                              | 2013.           | Rózsavölgyi Arts & Café                                                     | Dr. Eördögh                                                                            |
| Terje Nordby | Jégszirom                                   | 2013.           | Magyar Színház Sinkovits Imre Színpad                                       | Bűbájos                                                                                |
| Federico García Lorca | Vérnász                                     | 2013.           | Magyar Színház Sinkovits Imre Színpad                                       | Leonardo                                                                               |
| William Shakespeare, Mészöly Dezső | Romeo és Júlia                              | 2014.           | Magyar Színház Sinkovits Imre Színpad                                       | Mercutio                                                                               |
| William Shakespeare, Kállay Géza | Macbeth                                     | 2014.           | Magyar Színház                                                              | Macduff, Fife thánja(en)                                                               |
| Nick Dear, Mary Shelley, Peter Handke, Jakob Wassermann, Martin Františák, Pilinszky János | Frankenstein                                | 2014.           | Magyar Színház                                                              | Henry Clerval, Victor barátja; Felix, De Lacey fia; 2. koldus; 1. csavargó; Egy cseléd |
| James Rado, Gerome Ragni, Mohácsi János, Mohácsi István, Galt MacDermot, James Rado, Gerome Ragni, Závada Péter | Hair                                        | 2015.           | Orlai Produkciós Iroda                                                      |                                                                                        |
| Martin McDonagh, Varró Dániel | A kripli                                    | 2015.           | Jászai Mari Színház-Népház                                                  | Bobby-baba                                                                             |

| \| Szerző \| A darab címe \| Bemutató dátuma \| S z í n h á z \| \| -------------- \| ------------ \| --------------- \| ---------------------------------------------------- \| \| Garaczi László \| Plazma \| 2007. \| Veszprémi Petőfi Színház Latinovits Zoltán Játékszín \| |              |                 |                                                      |
| Szerző | A darab címe | Bemutató dátuma | S z í n h á z                                        |
| Garaczi László | Plazma       | 2007.           | Veszprémi Petőfi Színház Latinovits Zoltán Játékszín |

## Rendezései
- 2006 - Erdős Virág: Merénylet – Veszprémi Petőfi Színház
- 2007 - Garaczi László: Plazma – Veszprémi Petőfi Színház
- 2009 - Egressy Zoltán: Az Isten lába – Budapesti Kamaraszínház – Shure Stúdió

## Filmes szerepei
- Nyár utca, nem megy tovább[6] (2011)
- Hacktion: Újratöltve (2013) rendőr
- Fapad (2015)
- Csak színház és más semmi (2016)
- Jóban Rosszban (2016, 2019) Dajka Máté / Szekeres Iván
- Megszállottak (2018) francia király
- Jófiúk (2019) Hajas
- Drága örökösök (2019–2020) Üveges Béla
- Mintaapák (2020) Horváth Károly
- Doktor Balaton (2020–2022) Szabó Leó
- Gólkirályság (2023–2024) bundázó
- A renitens (2024) Dezsőfi
- A mi kis falunk (2024) Raffai Ernő
- Pokoli rokonok (2025) tréleres

## Hanghordozón
- 2001 A pókasszony csókja (CD) - a Budapesti Kamaraszínház előadása[7]